# Liste der Kulturdenkmale in Chemnitz-Rottluff
In der Liste der Kulturdenkmale in Chemnitz-Rottluff sind die Kulturdenkmale des Chemnitzer Stadtteils Rottluff verzeichnet, die bis April 2022 vom Landesamt für Denkmalpflege Sachsen erfasst wurden (ohne archäologische Kulturdenkmale). Die Anmerkungen sind zu beachten.
Diese Aufzählung ist eine Teilmenge der Liste der Kulturdenkmale in Chemnitz.

## Liste der Kulturdenkmale in Chemnitz-Rottluff
| Bild                                    | Bezeichnung | Lage                               | Datierung                                                                                       | Beschreibung | ID       |
| --------------------------------------- | --- | ---------------------------------- | ----------------------------------------------------------------------------------------------- | --- | -------- |
|                                         | Ringofen einer ehemaligen Ziegelei | Am Heim (Karte)                    | Anfang 20. Jahrhundert                                                                          | Hoffmannscher Ringofen gestreckten Typs inklusive Esse, seltenes Objekt der Technikgeschichte, gut erhalten in seinen gemauerten Teilen, technikgeschichtlich von Bedeutung. Der ovale Ringofen weist 19 tonnenförmig gemauerte Eingänge auf. Der Schornstein ist erhalten, zeigt aber massive Schäden (Metallringe zerstört, Birkenaufwuchs im Gemäuer). Der Ofen selbst ist an der Südseite zum Teil bereits eingestürzt und weist ebenfalls einen massiven Birkenbewuchs auf. In den Eingängen wurden zudem in großem Umfang Schrott, Hausrat und Müll abgelagert. | 09204729 |
|                                         | Wohnstallhaus, Scheune und Seitengebäude eines Dreiseithofes                                                                                     | Auberg 7 (Karte)                   | 18. Jahrhundert                                                                                 | Geschlossen erhaltene Hofanlage, Gebäude in Fachwerkkonstruktion auf massiven Erdgeschossen, Seitengebäude mit Oberlaube, baugeschichtlich und wissenschaftlich von Bedeutung | 09204735 |
| Direkt Bild zu diesem Denkmal hochladen | Grundschule Rottluff und Denkmal Kurt Wieland | Jugendweg 1a (Karte)               | 1973 (Schule), nach 1945 (Denkmal)                                                              | Schule dreigeschossig, vollunterkellert, 2 Mp-Stahlbeton-Montagebauweise, authentisches Zeugnis zur Geschichte und Entwicklung der Schulverhältnisse in den 1970er und 1980er Jahren des 20. Jahrhunderts, Vertreter der kleineren einzügigen Variante des Schultyps Karl-Marx-Stadt, auf parkähnlichem Schulhof Denkmal für den Widerstandskämpfer Kurt Wieland, bau-, orts- und zeitgeschichtliche Bedeutung. - Bei der Schule Jugendweg 1a handelt es sich um den einzügigen kleineren Vertreter des Schultyps Karl-Marx-Stadt. Dieser wurde 1971 im Projektierungsbetrieb Aue des Wohnungsbaukombinates Karl-Marx-Stadt (WBK »Wilhelm Pieck« Karl-Marx-Stadt BT Projektierung PB IV Aue) durch den Architekten Heinz Voigtmann (1922‒1974) entwickelt. Das Schulgebäude wurde 1972/73 in 2 Mp-Stahlbeton-Montagebauweise mit tragenden Querwänden aus genormten Bauteilen errichtet. Es handelt sich um einen vollunterkellerten, dreigeschossigen, quaderförmigen Baukörper mit Flachdach. Diesem wurde an der nördlichen Langseite außermittig der Eingangsbereich mit breiter Treppe und weit vorkragendem Vordach angefügt. Hauptaugenmerk liegt auf der Betonung der Horizontalen durch großflächige Fensterbänder und rötlich abgetönte Streifen der Brüstungszone. - In der Südostecke des sich südlich anschließenden Schulhofes befindet sich das Denkmal für den Chemnitzer Widerstandskämpfer Kurt Wieland (1896–1945). Der aus regelmäßigen Rochlitzer Porphyrquadern gemauerte Kubus trägt auf der Schauseite das Dreieck der im KZ Inhaftierten, aus dem die Buchstaben der Inschrift erhaben ausgearbeitet wurden. Der Bereich vor dem Denkmal wurde mit Betonplatten befestigt und zwei kleine seitliche Bereiche für eine Bepflanzung eingefasst. | 09307266 |
| Direkt Bild zu diesem Denkmal hochladen | Eisenbahnbrücke über den Pleißenbach nahe der Limbacher Straße                                                                                   | Limbacher Straße (Karte)           | 1903                                                                                            | Einbogige Betonbogenbrücke mit Natursteinverkleidung von ortsgeschichtlichem und verkehrsgeschichtlichem Wert. Die kleine Eisenbahnbrücke über den Pleißenbach nahe der Limbacher Straße im Ortsteil Rottluff gehört zu der am 17. Dezember 1903 eröffneten normalspurigen Bahnstrecke Küchwald–Obergrüna. Hierbei handelt es sich um eine 11,665 km lange, nicht elektrifizierte Nebenstrecke, die ausschließlich dem Güterverkehr dienen sollte. Mit dem Bau der Strecke sollte die Belieferung der Industrie in Altendorf vorrangig befördert werden. Gleichzeitig diente sie auch als Ausweichstrecke der Hauptstrecke von Chemnitz nach Zwickau. Am 30. September 2004 erfolgte endgültig ihre Stilllegung. Eine Nachnutzung als Rad- und Wanderweg ist geplant. Am Streckenkilometer 5,672 befindet sich die 1903 erbaute Eisenbahnüberführung über den Pleißenbach nahe der Limbacher Straße mit den Abmessungen 15,9/6,1. Dabei handelt es sich um eine Betonbogenbrücke mit Bruchsteinverkleidung. Die Brücke blieb in guten Originalzustand erhalten. Sie ist ein bauliches Zeugnis der nunmehr stillgelegten Eisenbahnstrecke zwischen Chemnitz Küchwald und Wüstenbrand und daher von stadtgeschichtlicher sowie verkehrsgeschichtlicher Bedeutung. | 09304714 |
| Weitere Bilder                          | Eisenbahnbrücke über die Limbacher Straße | Limbacher Straße 219 (bei) (Karte) | 1902                                                                                            | In weitem Segmentbogen gespannte Betonbrücke, Steinverkleidung mit markanter Rustika, baugeschichtlich und wissenschaftlich von Bedeutung. Die Eisenbahnbrücke über die Limbacher Straße im Ortsteil Rottluff gehört zu der am 17. Dezember 1903 eröffneten normalspurigen Bahnstrecke Küchwald–Obergrüna. Hierbei handelt es sich um eine 11,665 km lange, nicht elektrifizierte Nebenstrecke, die ausschließlich dem Güterverkehr dienen sollte. Mit dem Bau der Strecke sollte die Belieferung der Industrie in Altendorf vorrangig befördert werden. Gleichzeitig diente sie auch als Ausweichstrecke der Hauptstrecke von Chemnitz nach Zwickau. Am 30. September 2004 erfolgte endgültig ihre Stilllegung. Eine Nachnutzung als Rad- und Wanderweg ist geplant. Am Streckenkilometer 5,855 befindet sich die 1902 erbaute Eisenbahnüberführung über die Limbacher Straße mit den Abmessungen 37,0/5,7/4,3 m. Dabei handelt es sich um eine Betonbogenbrücke mit Bruchsteinverkleidung. Die Brücke blieb in guten Originalzustand erhalten. Sie ist ein bauliches Zeugnis der nunmehr stillgelegten Eisenbahnstrecke zwischen Chemnitz Küchwald und Wüstenbrand und daher von stadtgeschichtlicher sowie verkehrsgeschichtlicher Bedeutung. | 09204762 |
| Weitere Bilder                          | Wohnstallhaus und Seitengebäude eines Dreiseithofes                                                                                              | Limbacher Straße 260 (Karte)       | 18. Jahrhundert (Oberlaube); um 1800 (Wohnstallhaus)                                            | Weitgehend unveränderte Gebäude einer Hofanlage mit Fachwerkkonstruktion in den Obergeschossen, Seitengebäude mit Oberlaube, baugeschichtlich von Bedeutung | 09204731 |
|                                         | Wohnhaus | Limbacher Straße 266 (Karte)       | Um 1900                                                                                         | Anspruchsvoll gestaltetes Wohnhaus in wirkungsvoller Hanglage, zeittypischer Dekor, Zierfachwerk, Holzveranden, baugeschichtlich von Bedeutung | 09204732 |
| Weitere Bilder                          | Denkmal für die Gefallenen des Ersten Weltkrieges                                                                                                | Limbacher Straße 266 (bei) (Karte) | Um 1920                                                                                         | Ortsgeschichtlich von Bedeutung, niedrige Steinbrüstung, mittig skulptierte Flamme | 09204759 |
|                                         | Wohnstallhaus, Scheune und zwei Seitengebäude eines Vierseithofes                                                                                | Limbacher Straße 270 (Karte)       | Letztes Drittel 19. Jahrhundert                                                                 | Weitestgehend unverändert erhaltene Hofanlage mit Gebäuden in Fachwerkkonstruktion, beeindruckende Geschlossenheit der Gesamtanlage, baugeschichtlich und wirtschaftsgeschichtlich von Bedeutung | 09204734 |
| Weitere Bilder                          | Wohnhaus, ehemalige Schule | Limbacher Straße 271 (Karte)       | 1837                                                                                            | Zeittypischer Massivbau mit Porphyrgewänden, ortsgeschichtlich von Bedeutung | 09204754 |
| Weitere Bilder                          | Mietshaus in halboffener Bebauung mit Vorgarten und Einfriedung                                                                                  | Limbacher Straße 282 (Karte)       | Bezeichnet mit 1904                                                                             | Anspruchsvoll gestaltetes Mietshaus in gutem Erhaltungszustand, repräsentativer Giebelaufbau in Formen der Neorenaissance, baugeschichtlich von Bedeutung | 09204736 |
| Weitere Bilder                          | Ländliches Wohnhaus | Limbacher Straße 323 (Karte)       | Um 1800                                                                                         | Typisches ländliches Wohnhaus mit Fachwerkobergeschoss, nahezu unveränderter Erhaltungszustand, baugeschichtlich von Bedeutung | 09204749 |
|                                         | Wohnstallhaus, Scheune und zwei Seitengebäude eines Vierseithofes                                                                                | Limbacher Straße 356 (Karte)       | 1808 (Wohnstallhaus, straßenseitiges Seitengebäude und Scheune); um 1850 (Seitengebäude im Hof) | Geschlossen erhaltene Hofanlage, stattliches Wohnstallhaus mit repräsentativem Zierfachwerk, mehrere Gebäude in Fachwerkkonstruktion, baugeschichtlich und wirtschaftsgeschichtlich von Bedeutung | 09204741 |
| Weitere Bilder                          | Seitengebäude eines ehemaligen Dreiseithofes | Limbacher Straße 362 (Karte)       | Um 1800                                                                                         | Seitengebäude mit Fachwerkobergeschoss und Oberlaube, baugeschichtlich von Bedeutung | 09204742 |
| Weitere Bilder                          | Häuslerhaus | Limbacher Straße 376 (Karte)       | 1712 (Dendro)                                                                                   | Wohnhaus mit freiliegendem Fachwerkobergeschoss in altertümlicher Konstruktion, baugeschichtlich von Bedeutung | 09204743 |
| Weitere Bilder                          | Mühle (mit technischer Ausstattung und Wohnhausteil), sowie Wegepflasterung und Garten eines Mühlenanwesens (Wohnhaus von Karl Schmidt-Rottluff) | Limbacher Straße 380 (Karte)       | 1894 (Wiederaufbau)                                                                             | Stattliches Mühlengebäude, ursprünglich mit Wohnung (Karl Schmidt-Rottluffs Eltern gehörte die Mühle, hier verlebte der Künstler seine Kindheit), mit symmetrisch gegliederter, mittenbetonter Fassade und zurückhaltendem Dekor in Neorenaissanceformen, der Schutz umfasst auch die vorhandene historische Mühlenausstattung, baugeschichtlich und technikgeschichtlich von Bedeutung | 09204744 |
| Weitere Bilder                          | Wohnhaus | Limbacher Straße 382 (Karte)       | 1913–1914                                                                                       | Das straßenseitige Landhaus wurde von den Eltern von Karl Schmidt-Rottluff nach dem Verkauf der benachbarten Mühle Limbacher Straße 380 errichtet. Der Künstler hatte dort ein Gästezimmer und wohnte während des Zweiten Weltkriegs für längere Zeit darin. Das Gebäude wurde 2015 unter Denkmalschutz gestellt. | 09204744 |
|                                         | Villa mit Garten | Rottluffer Straße 18 (Karte)       | Bezeichnet mit 1913                                                                             | Repräsentative Villa mit reich gegliederter Fassade in Neobarockformen, parkartiger Garten mit erkennbaren Resten der ursprünglichen Anlage, alter Baumbestand, baugeschichtlich und gartenkünstlerisch von Bedeutung | 09204751 |
| Weitere Bilder                          | Friedhof Rottluff (Sachgesamtheit) | Rottluffer Straße 51 (Karte)       | 1840 angelegt                                                                                   | Sachgesamtheit Friedhof Rottluff mit der Aussegnungshalle als Einzeldenkmal (siehe 09204746) und gärtnerisch gestalteter Friedhofsanlage (Gartendenkmal); kleiner Friedhof in schlichter Gestaltung mit altem Baumbestand, anspruchsvoll gestaltete Aussegnungshalle, ortsgeschichtlich von Bedeutung | 09302799 |
| Weitere Bilder                          | Aussegnungshalle (Einzeldenkmal der Sachgesamtheit 09302799)                                                                                     | Rottluffer Straße 51 (Karte)       | Um 1870                                                                                         | Einzeldenkmal der Sachgesamtheit Friedhof Rottluff; anspruchsvoll gestaltete Aussegnungshalle, baugeschichtlich von Bedeutung | 09204746 |
|                                         | Villa mit Garten | Rottluffer Straße 62 (Karte)       | 1920er Jahre                                                                                    | Anspruchsvoll gestaltete Villa mit expressionistisch beeinflusstem Backsteindekor, baugeschichtlich und gartenkünstlerisch von Bedeutung | 09204753 |
|                                         | Seitengebäude eines ehemaligen Dreiseithofes | Rottluffer Straße 98 (Karte)       | Bezeichnet mit 1806, im Kern älter                                                              | Gut erhaltenes Seitengebäude mit seltener Oberlaube im Fachwerkobergeschoss, baugeschichtlich von Bedeutung | 09204745 |

## Ehemalige Denkmäler
| Bild                                    | Bezeichnung                             | Lage                         | Datierung                  | Beschreibung | ID       |
| --------------------------------------- | --------------------------------------- | ---------------------------- | -------------------------- | --- | -------- |
| Direkt Bild zu diesem Denkmal hochladen | Turnhalle                               | Jugendweg 1 (Karte)          |                            | Erhalten, Streichung aus der Denkmalliste vor 2010                                                                                     |          |
| Direkt Bild zu diesem Denkmal hochladen | Wohnhaus/Bauernhof                      | Kalkstraße 47 (Karte)        |                            | Status unklar, Streichung aus der Denkmalliste vor 2010                                                                                |          |
| Direkt Bild zu diesem Denkmal hochladen | Seitengebäude und Bauernhof             | Limbacher Straße 298 (Karte) |                            | Umgebaut zwischen 2010 und 2012, Streichung aus der Denkmalliste 2010                                                                  |          |
| Weitere Bilder                          | Seitengebäude eines Vierseithofes       | Limbacher Straße 327 (Karte) | 2. Hälfte 19. Jahrhundert  | Stattliches Seitengebäude einer Hofanlage mit Fachwerkobergeschoss, baugeschichtlich von Bedeutung. Zwischen 2018 und 2020 abgerissen. | 09204738 |
| Direkt Bild zu diesem Denkmal hochladen | Bauernhof                               | Limbacher Straße 329 (Karte) |                            | Abgerissen zwischen 2001 und 2006, Streichung aus der Denkmalliste vor 2010                                                            |          |
| Direkt Bild zu diesem Denkmal hochladen | Wohnhaus eines ehemaligen Dreiseithofes | Limbacher Straße 364 (Karte) | 1. Drittel 19. Jahrhundert | Charakteristischer Wohnbau mit hohem Satteldach, Fachwerkkonstruktion unter Verkleidung weitgehend erhalten. Abgerissen 2016.          | 09204760 |
| Direkt Bild zu diesem Denkmal hochladen | Bauernhof und Wohnhaus                  | Rottluffer Straße 88 (Karte) |                            | Abgerissen zwischen 2009 und 2010, Streichung aus der Denkmalliste vor 2010                                                            |          |

## Tabellenlegende
- Bild: Bild des Kulturdenkmals, ggf. zusätzlich mit einem Link zu weiteren Fotos des Kulturdenkmals im Medienarchiv Wikimedia Commons. Wenn man auf das Kamerasymbol klickt, können Fotos zu Kulturdenkmalen aus dieser Liste hochgeladen werden:
- Bezeichnung: Denkmalgeschützte Objekte und ggf. Bauwerksname des Kulturdenkmals
- Lage: Straßenname und Hausnummer oder Flurstücknummer des Kulturdenkmals. Die Grundsortierung der Liste erfolgt nach dieser Adresse. Der Link (Karte) führt zu verschiedenen Kartendiensten mit der Position des Kulturdenkmals. Fehlt dieser Link, wurden die Koordinaten noch nicht eingetragen. Sind diese bekannt, können sie über ein Tool mit einer Kartenansicht einfach nachgetragen werden. In dieser Kartenansicht sind Kulturdenkmale ohne Koordinaten mit einem roten bzw. orangen Marker dargestellt und können durch Verschieben auf die richtige Position in der Karte mit Koordinaten versehen werden. Kulturdenkmale ohne Bild sind an einem blauen bzw. roten Marker erkennbar.
- Datierung: Baubeginn, Fertigstellung, Datum der Erstnennung oder grobe zeitliche Einordnung entsprechend des Eintrags in der sächsischen Denkmaldatenbank
- Beschreibung: Kurzcharakteristik des Kulturdenkmals entsprechend des Eintrags in der sächsischen Denkmaldatenbank, ggf. ergänzt durch die dort nur selten veröffentlichten Erfassungstexte oder zusätzliche Informationen
- ID: Vom Landesamt für Denkmalpflege Sachsen vergebene, das Kulturdenkmal eindeutig identifizierende Objekt-Nummer. Der Link führt zum PDF-Denkmaldokument des Landesamtes für Denkmalpflege Sachsen. Bei ehemaligen Kulturdenkmalen können die Objektnummern unbekannt sein und deshalb fehlen bzw. die Links von aus der Datenbank entfernten Objektnummern ins Leere führen. Ein ggf. vorhandenes Icon  führt zu den Angaben des Kulturdenkmals bei Wikidata.